# 全民牙医集团
全民牙医集团（新加坡）有限公司，簡稱全民牙医集团（新加坡），以及全民牙医集团（英語：Q & M Dental Group  (Singapore) Limited，SGX：QC7），在1996年由黄震霄醫生創立專門在新加坡經營牙醫專門店。
股份在2009年11月26日於新加坡交易所主板上市，招股價為0.27新元，配售股份為74,075,000股，集資額為20,000,250新元。

## 連結
- QandMDental.com.sg（页面存档备份，存于）